# Pauline Burlet
Pour les articles homonymes, voir Burlet.
Pauline Burlet est une actrice belge, née le 9 avril 1996 à Mons.

## Biographie
Pauline Burlet démarre les cours de théâtre à l’âge de cinq ans. Elle est repérée à huit ans par Olivier Dahan qui l’engage pour incarner Édith Piaf enfant dans son film La Môme.
Elle enchaîne les courts métrages et c'est en 2010, sur le tournage de Deux sœurs d'Emmanuel Jespers qu’elle rencontre Patrick Ridremont qui lui propose un rôle dans son premier film Dead Man Talking. Son interprétation, lui vaut une nomination aux Magritte du cinéma en 2013 dans la catégorie meilleur espoir féminin.
En 2013, elle est à l'affiche du premier film français du réalisateur iranien Asghar Farhadi Le Passé, dans lequel elle incarne la fille de Bérénice Bejo. Ce sera la première occasion pour la jeune actrice, habillée par Dior1, de fouler le tapis rouge du Festival de Cannes lors de la présentation, en compétition officielle, du film.
Elle reçoit pour ce film, en Belgique le Magritte du meilleur espoir féminin et nommée Révélation des César du cinéma en France.
En 2014, Alain Goldman, producteur de La Môme, lui offre le rôle principal de Lili dans la mini-série Résistance diffusée sur TF1 en mai 2014. Son interprétation sera par ailleurs saluée par la critique,.
La même année, elle s'affronte à Jean Dujardin dans un face à face puissant, pour le réalisateur Cédric Jimenez dans La French.
En 2015, Audrey Estrougo, lui propose le rôle de Jeanne, une toxico, qui la plonge dans l'univers carcéral des femmes, aux côtés de Sophie Marceau et Suzanne Clément  dans  La Taularde.
Pauline enchaine avec le projet de Rachid Bouchareb (réalisateur d'Indigènes) intitulé La route d'Istanbul, dans lequel elle interprète le personnage d'une jeune belge de 19 ans qui se convertit à l'Islam, et dont sa mère (Astrid Whettnall)  incrédule, n’a pas vu venir la radicalisation de sa fille, désormais voilée et rebaptisée. Avec une amie, elle décide de partir à la lisière de l’Orient pour la ramener en Belgique.
Elle manifeste toutefois une envie profonde de passer à la réalisation.

## Filmographie
Sauf indication contraire, les informations mentionnées dans cette section peuvent être confirmées par la base de données cinématographiques IMDb,  présente dans la section « Liens externes ».

### Cinéma
- 2007 : La Môme d'Olivier Dahan : Édith Piaf à dix ans
- 2012 : Dead Man Talking de Patrick Ridremont : Sarah Raven
- 2013 : Le Passé d'Asghar Farhadi : Lucie
- 2014 : La French de Cédric Jimenez : Lily
- 2016 : La Taularde d'Audrey Estrougo : Jeanne
- 2017 : Le Semeur de Marine Francen : Violette (rôle principal)

### Télévision
- 2009 - 2011  : À tort ou à raison, épisodes L'affaire Leila (1re et 2e parties) réalisés par Pierre Joassin : Carole Scola
- 2014 : Résistance, mini-série créée par Dan Franck : Lili Franchet (rôle principal)
- 2016 : La Route d'Istanbul de Rachid Bouchareb : Élodie

### Courts métrages
- 2007 : Deux Sœurs d'Emmanuel Jespers
- 2009 : Alessandro : Sabrina - Exercice de fin d'étude de l'IAD dirigé par Benoît Mariage
- 2022 : La solitude de l'ours de Grégory Lecocq

## Distinctions

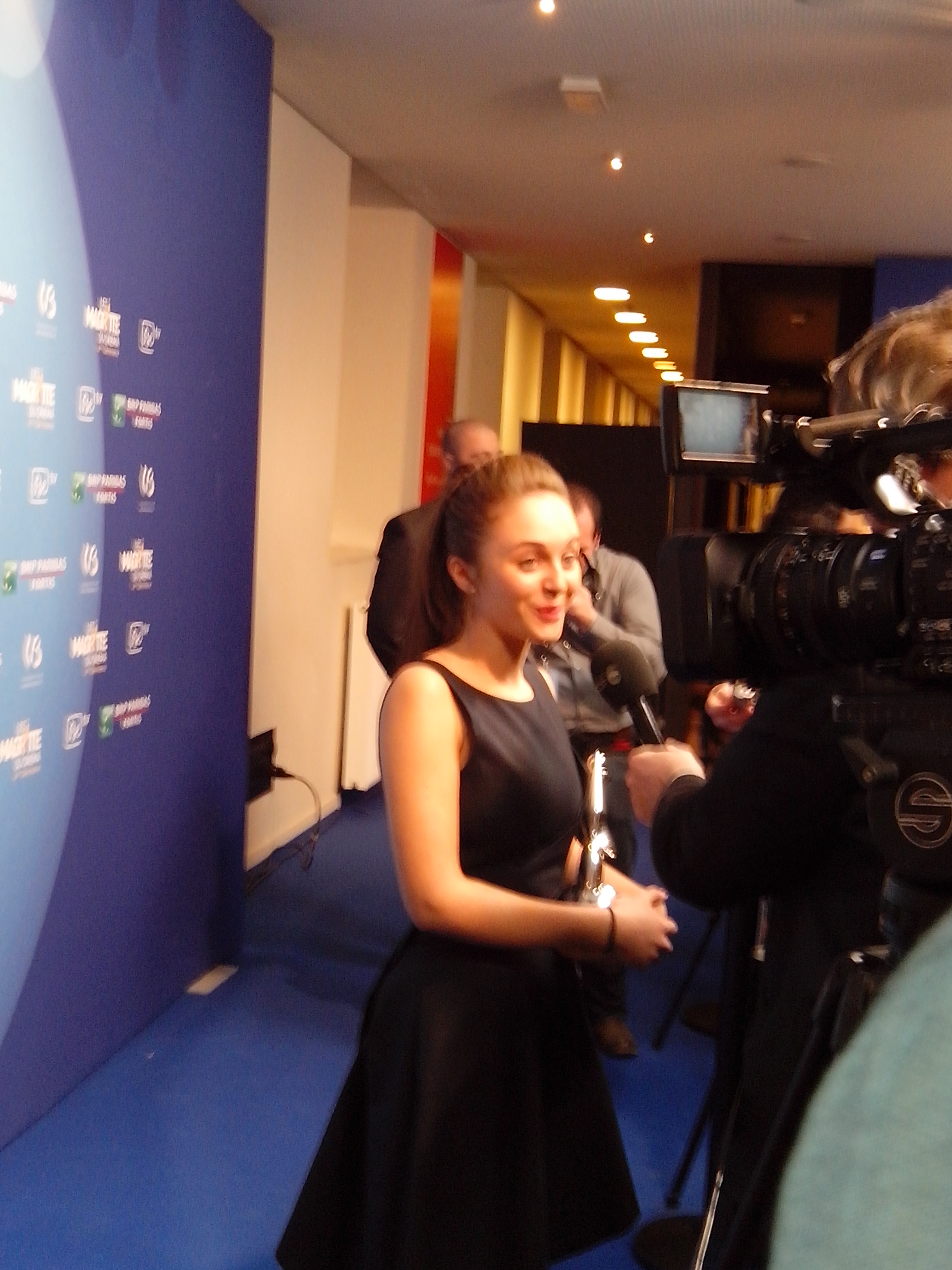
Magritte du meilleur espoir féminin

### Récompense
- 2014 : Magritte du meilleur espoir féminin pour Le Passé

### Nomination
- 2013 : Magritte du meilleur espoir féminin pour Dead Man Talking